# تشارلي ويلسون
تشارلي ويلسون (بالإنجليزية: Charlie Wilson)‏ (و. 1953 – م) هو موسيقي، ومغن مؤلف، ومنتج أسطوانات، وممثل، ومغني، من الولايات المتحدة الأمريكية، ولد في تولسا، أوكلاهوما.

## جوائز وترشيحات
حصل على جوائز منها:
- NAACP Image Award for Outstanding Album [الإنجليزية]‏، عن عمل: Love, Charlie [الإنجليزية]‏ (2014)
- BET Award for Best Collaboration [الإنجليزية]‏، عن عمل: Beautiful (Snoop Dogg song) [الإنجليزية]‏ (2003).

ترشح لـ:
- NAACP Image Award for Outstanding Male Artist [الإنجليزية]‏ (2014)
- NAACP Image Award for Outstanding Album [الإنجليزية]‏، عن عمل: Love, Charlie [الإنجليزية]‏ (2014)
- BET Her Award [الإنجليزية]‏ (2013)
- Grammy Award for Best Gospel Song [الإنجليزية]‏ (2013)
- جائزة غرامي لأفضل أغنية R&B (2011)
- جائزة غرامي لأفضل أداء R&B (2011)
- NAACP Image Award for Outstanding Male Artist [الإنجليزية]‏ (2010)
- جائزة غرامي لأفضل ألبوم R&B، عن عمل: Uncle Charlie [الإنجليزية]‏ (2009)
- جائزة جرامي لأفضل أداء صوتي لفنان ار ان بي [الإنجليزية]‏ (2009)
- Soul Train Music Award for Best R&B/Soul Album – Male [الإنجليزية]‏، عن عمل: Charlie, Last Name Wilson [الإنجليزية]‏ (2006)
- MTV Video Music Award for Best Hip-Hop Video [الإنجليزية]‏ (2003)
- جائزة غرامي لأفضل أداء راب/مغني (2003)
- BET Award for Best Collaboration [الإنجليزية]‏، عن عمل: Beautiful (Snoop Dogg song) [الإنجليزية]‏ (2003)
- جائزة غرامي لأفضل أداء صوتي زوجي أو جماعي في موسيقى الريذم أند بلوز [الإنجليزية]‏ (1996).

## وصلات خارجية
- تشارلي ويلسون على موقع IMDb (الإنجليزية)
- تشارلي ويلسون على موقع ميوزك برينز (الإنجليزية)
- تشارلي ويلسون على موقع إن إن دي بي (الإنجليزية)
- تشارلي ويلسون على موقع أول ميوزيك (الإنجليزية)
- تشارلي ويلسون على موقع ديسكوغز (الإنجليزية)
- تشارلي ويلسون على موقع ديسكوغز (الإنجليزية)
- تشارلي ويلسون على موقع قاعدة بيانات الفيلم (الإنجليزية)